# 比洛澤爾卡
比洛澤爾卡（羅馬化：Bilozerka），或按俄語名譯別洛焦爾卡（羅馬化：Belozyorka），是烏克蘭南部赫爾松州赫尔松区比洛泽尔卡市镇内的市級鎮及该市镇的行政中心，始建於1780年，面積6.86平方公里，人口数量为9,364人（2021年估计）。

## 歷史
比洛澤爾卡於2022年俄羅斯入侵烏克蘭後首周内淪陷。 據烏克蘭真理報報道，該鎮居民於同年3月14日舉行和平示威，抗議俄羅斯軍事佔領。俄軍士兵對天鳴槍以嚇退示威者。 同年11月11日，烏軍光復該鎮。